# Alexander Brott
Alexander Brott, CM, CQ (Joël Brod, * 14. März 1915 in Montreal; † 1. April 2005 ebenda) war ein kanadischer Komponist, Dirigent, Violinist und Musikpädagoge.

## Leben
Brott erhielt ersten Violinunterricht bei Eugene Schneider und Alfred De Sève und trat bereits elfjährig als Solist in einem Vaudeville auf. Nach einem Studium an der McGill University bei Maurice Onderet und Douglas Clarke war er von 1934 bis 1939 an der Juilliard School of Music Schüler von Sascha Jacobsen, Willem Willeke, Bernard Wagenaar und Albert Stoessel.
Vor und nach dem Studium an der Juilliard School war er Mitglied des Montreal Orchestra, daneben trat er auf Konzertreisen und im Rundfunk als Solist auf und bildete mit Edmond Trudel und Jean Belland das Montreal Trio. Ende der 1930er Jahre erhielt er Preise als Kammermusiker und Komponist.
Von 1939 bis 1985 unterrichtete Brott an der McGill University zunächst Violine, Orchestration und Komposition, später Komposition und Musikliteratur. Seit 1974 war er hier composer-in-residence. 1939 gründete Brott auch das Orchestre de chambre McGill. Mit dem CBC Trio mit John Newmark und Roland Leduc spielte er für die CBC die erste Gesamtaufnahme der Beethoven-Trios ein.
Mit dem Montreal Orchestra spielte Brott 1939 die Uraufführung seiner sinfonischen Dichtung Oracle, mit der er seinen Ruf als Komponist begründete. Von 1945 bis 1958 wirkte er als Konzertmeister, daneben bis 1961 immer wieder auch als Dirigent des „Montreal Symphony Orchestra“. 1948–1949 tourte er als Violinist und Dirigent durch Europa, wo er zahlreiche Uraufführungen von Werken kanadischer Komponisten leitete; später unternahm er auch Europatourneen mit dem von ihm 1945 gegründeten McGill Chamber Orchestra. Seine Komposition War and Peace reichte er bei den letztmals ausgerichteten olympischen Kunstwettbewerben 1948 in London in der Kategorie Orchestermusik ein.
Seit den 1950er Jahren konzentrierte sich Brott auf die Komposition und das Dirigieren. Er arbeitete weltweit als Gastdirigent und führte erstmals in Kanada Bachs sämtliche Brandenburgische Konzerte, Händels Concerti grossi und Ralph Vaughan Williams’ Pastorale auf.
Schließlich war Brott von 1965 bis 1981 künstlerische Direktor der „Kingston Symphony“, danach bis 1990 der Kingston Pops Concerts. 1985 gründete er die Montreal Young Virtuosi, ein Orchester aus fünfzehn jungen Instrumentalisten, dessen Leitung er 2000 seinem Sohn Boris Brott übergab.
Brott war mit der Cellistin Lotte Brott verheiratet. Sein älterer Sohn Boris wurde als Dirigent und Violinist bekannt, sein jüngerer Sohn Denis Brott als Cellist.

## Werke
- Oracle für Orchester, 1938
- Laurentian Idyll für Streichorchester, 1940
- Characteristic Dance für Violine und Orchester, 1940
- Invocation and Dance für Violine und Klavier, 1941
- Suite für Klavier, 1941
- Ritual für Streichquartett und Streichorchester, 1942
- Lullaby and Procession of Toys für Streichorchester oder -quartett, 1943
- War and Peace für Orchester, 1944
- Songs of Contemplation für hohe Stimme und Streichorchester, 1945
- Concordia für Orchester, 1946
- From Sea to Sea für Orchester, 1947
- Berceuse für Klavier, 1947
- Delightful Delusions für Orchester, 1950
- Concerto für Violine und Kammerorchester, 1950
- Critics’ Corner für Streichquartett und Schlagzeug, 1950
- Vignettes en caricature für Klavier, 1952
- Israël für Chor, 1952
- A Royal Tribute to Queen Elizabeth II. für Orchester, 1953
- Sept for Seven für Erzähler, Klarinette, Saxophon, Violine, Viola, Cello und Klavier, 1954
- Analogy in Anagram für Orchester, 1955
- Israël für Chor und Streicher, 1956
- Arabesque für Cello und Kammerorchester, 1957
- The Vision of Dry Bones für Bariton und Streicher, 1958
- From the Hazel Bough für mittlere Stimme und Streicher, 1959
- Three Astral Visions für Streichorchester, 1959
- Spheres in Orbit für Orchester, 1960
- The Prophet für Sopran, Tenor und Klavier, 1960
- Three Acts for Four Sinners für Saxophonquartett, 1961
- Berceuse für Saxophonquartett, 1962
- Martlet’s Muse für Orchester, 1962
- Mutual Salvation Orgy für Bläserquintett, 1962
- World Sophisticate für Sopran, Bläserquintett und Schlagzeug, 1962
- Three on a Spree für Flöte, Oboe und Cembalo, 1963
- Circle, Triangle, Four Squares für Streichorchester, 1963
- Profundum praedictum für Violine oder Cello und Streicher, 1964
- Elie, Elie Lama Sabachtani[* 1] für Chor, 1964
- La Corriveau, Ballett, 1966
- Paraphrase in Polyphony für Orchester, 1967
- Centennial Cerebration für Erzähler, Frauenchor und Streicher, 1967
- Centennial Colloquy für Bläser und Schlagzeug, 1967
- Fun-Ethics-S für Chor, 1968
- The Emperor’s New Clothes (nach Hans Christian Andersen) für Erzähler und Orchester, 1970
- Tout de suite für Cello, 1970
- Mini-Minus für Klarinette, Fagott, Trompete, Posaune, Violine, Kontrabass und Schlagzeug, 1971
- Spasms for Six für sechs Schlagzeuger, 1971
- Saxi – foni – saties für Saxophonquartett, 1972
- Satie’s Faction für Streichquartett, 1973
- How Thunder and Lightening Came to Be (Inuit legend) für Erzähler, Schlagzeug, Klavier und Kammerensemble, 1972; für Sopran, Bass, Sprecher, Kinderchor und Orchester, 1973
- Psalmody für Cello, 1973
- Indian Legends für Sopran, Bariton und Klavier, 1973
- Songs of the Central Eskimos für Sopran, Bariton und Klavier, 1973
- Cupid’s Quandary für Violine, Streicher und Schlagzeug, 1975
- Evocative Provocations für Cello und Orchester, 1975
- H.B.S. für Orchester, 1975
- Bacchi – Annus – Handle für Orchester, 1976
- E Dai P Milo für Streichorchester, 1976
- Shofar für Cello, 1976
- Double Entente für Streichquartett, 1976
- Time’s Trials Triumph für Chor, 1976
- Trivial Trifles für Streicher, 1984
- Millennium Prelude für Streicher 2000
- Millennium Sinfonietta für Streichorchester und Bläser, 2002